# In Outer Space
In Outer Space è il dodicesimo album in studio del gruppo musicale statunitense Sparks, pubblicato nel 1983.

## Tracce
Side 1
1. Cool Places – 3:23
2. Popularity – 3:52
3. Prayin' for a Party – 2:59
4. All You Ever Think About Is Sex – 4:09
5. Please Baby Please – 3:42

Side 2
1. Rockin' Girls – 4:42
2. I Wish I Looked a Little Better – 2:58
3. Lucky Me, Lucky You – 3:26
4. A Fun Bunch of Guys from Outer Space – 4:00
5. Dance Godammit – 3:26

## Formazione
- Russell Mael – voce
- Ron Mael – tastiera
- Bob Haag – chitarra
- Leslie Bohem – basso
- David Kendrick – batteria
- James Goodwin – tastiera
- Jane Wiedlin – voce (in Cool Places e Lucky Me, Lucky You)